# Кёсеоглу, Хаял
Хаял Кёсеоглу (тур. Hayal Köseoğlu; род. 20 декабря 1992, Стамбул) — турецкая актриса; в сериале «Великолепный век» исполнила роль Нилюфер Хатун.

## Биография
Хаял родилась 20 декабря 1992 года в Стамбуле. 
В возрасте 7 лет дебютировала как актриса в телевизионном сериале «Рухсар». Спустя несколько лет, уже будучи подростком, Хаял присоединилась к сериалу «Запретная любовь», где её коллегами по съемочной площадке стали такие известные актёры, как Небахат Чехре, Берен Саат, Нур Феттахоглу и Кыванч Татлытуг. 
В 2012 году Хаял приняла участие в историческом сериале «Великолепный век», который принес ей известность во всем мире. Несмотря на то, что ей досталась роль второго плана, проект сильно повлиял на карьеру актрисы. После «Великолепного века» Хаял продолжила сниматься в кино, исполнив роли в сериалах «Друзья — это хорошо», «Стамбульская невеста» и «Маленькие преступления».
В 2018 году Хаял записала и исполнила свою первую песню «Yalan Dolan». В ноябре 2020 года Кёсеоглу сняла музыкальный клип на свою песню, в котором исполнила танец на пилоне.

## Фильмография
- 2017—… — Маленькие преступления / Ufak Tefek Cinayetler
- 2017-… — Стамбульская невеста / Istanbullu Gelin
- 2016 — Друзья — это хорошо / Arkadaslar Iyidir
- 2012 — Великолепный век / Muhtesem Yüzyil
- 2008—2010 — Запретная любовь / Ask-i Memnu
- 1997—2001 — Рухсар / Ruhsar